# Fajr Sepasi
Der Basij Moghavemat Shahid Sepasi Fars Football Club (persisch باشگاه فوتبال بسیج مقاومت شهید سپاسی فارس), auch bekannt als Fajr Sepasi, ist ein iranischer Fußballverein aus Schiraz.

## Geschichte
Der größte Erfolg des 1988 gegründeten Vereins, der seit Dezember 2006 der Basitschi-e Mostasafan unterstellt ist und in der höchsten iranischen Spielklasse (IPL) spielt, war der Sieg im Hazfi Cup in der Spielzeit 2000/2001.
In der Spielzeit 2009/10 belegte Fajr Sepasi in der IPL den 16. Tabellenrang und musste in die zweitklassige Azadegan League absteigen. Die Mannschaft konnte aber in der Folgesaison den zweiten Platz in der Azadegan League erreichen und durch einen Sieg in den beiden Relegationsspielen gegen Aluminium Hormozgan den direkten Wiederaufstieg feiern.

## Erfolge
- Iranischer Pokal (Hazfi Cup)

Pokalsieger (1): 2000/2001

## Bekannte Spieler
- Hashem Beikzadeh
- Faraz Fatemi
- Mehrzad Madanchi
- Mehdi Rahmati
- Bahman Tahmasebi
- Mehdi Rajabzadeh
- Davoud Seyed Abbasi
- Hossein Ashena
- Gholamreza Rezaei
- Siavash Akbarpour
- Ali Ansarian
- Mahmoud Fekri
- Ali Samereh
- Ali Alizadeh